# Henri Tomasi

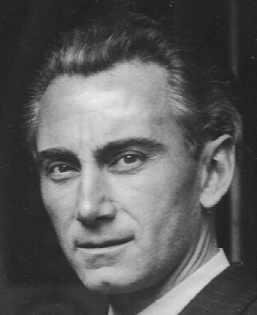
Henri Tomasi, 1942

Henri Fredien Tomasi (* 17. August 1901 in Marseille; † 13. Januar 1971 in Paris) war ein französischer Komponist und Dirigent.

## Leben
Tomasi wurde im Arbeiterviertel "La Belle de Mai" in Marseille geboren. Sowohl sein Vater Xavier Tomasi als auch seine Mutter Josephine Vincensi stammten aus La Casinca auf Korsika. Der Vater war Musikliebhaber und Amateurflötist. Als Henri fünf Jahre alt war, übersiedelte er mit seiner Familie nach Mazargues bei Marseille, wo sein Vater bei der Post arbeitete. In dieser Zeit erhielt Henri ersten musiktheoretischen Unterricht. Als Siebenjähriger kam Henri an das Konservatorium von Marseille. Im Alter von zehn Jahren gewann er einen ersten Preis in Musiktheorie, und im Alter von dreizehn einen ersten Preis für Klavier. Von seinem Vater genötigt, spielte Henri für Familien der "besseren Gesellschaft", wobei er sich gedemütigt und wie ein dressiertes Tier vorkam ("l'humiliation d'être exhibé comme un animal savant"). 1913 kehrte die Familie nach Marseille zurück. 1916 gewann Henri den ersten Preis in Harmonielehre, gemeinsam mit seinem Freund Zino Francescatti, der als Geiger bekannt wurde. Der Erste Weltkrieg verhinderte die Aufnahme eines Studiums am Pariser Konservatorium, so verdiente er in Marseille Geld als Pianist und spielte in Hotels, Restaurants, Bordellen und Kinos.
1921 konnte Tomasi dank eines Stipendiums ein Studium am Pariser Konservatorium beginnen. Daneben spielte er weiterhin in Cafés und Kinos, um Geld zu verdienen. Seine Lehrer am Konservatorium waren u. a. Gaubert, d’Indy, Caussade und Vidal. 1925 gewann er mit dem Bläserquintett Variations sur un Theme Corse den Prix Halphen. 1927 folgte der zweite Rompreis für die Kantate Coriolan und ein erster Preis für Orchesterleitung. Im selben Jahr lernte er seine spätere Frau Odette Camp kennen, die er 1929 heiratete. Tomasis Karriere als Dirigent begann mit der Übernahme der Leitung der Concerts du Journal.
Zwischen 1930 und 1935 war Tomasi als musikalischer Leiter des Radio-Colonial-Orchesters in Französisch-Indochina tätig. Tomasi wurde so einer der ersten Rundfunkdirigenten. 1932 gründete er gemeinsam mit Prokofjew, Milhaud, Honegger und Poulenc in Paris die Kammermusikgesellschaft "Triton", die sich für zeitgenössische Musik einsetzte. Später dirigierte er auch Studioproduktionen des Orchestre Radio Symphonique de la Radiodiffusion Francaise (Paris Radio). 1936 entstand so eine Aufnahme mit der Mezzosopranistin Alice Raveau in Glucks Orfeo, die den Grand Prix du Disque erhielt.
1939 wurde Tomasi zur französischen Armee eingezogen und kam als Kapellmeister nach Villefranche-sur-Mer. 1940 wurde Tomasi aus dem Militärdienst entlassen und übernahm die Leitung des Orchestre National de France. Zeitweilig zog er sich in ein Kloster in der Nähe von Marseille zurück, das er nur verließ, um seinen Pflichten als Dirigent nachzukommen. 1944 wurde sein Sohn Claude geboren. Unter dem Eindruck der Kriegsereignisse begann er im selben Jahr mit der Komposition eines Requiems, gewidmet "aux martyrs de la Résistance et à tous ceux qui sont morts pour la France" ("den Märtyrern der Résistance und all jenen, die für Frankreich starben"). Dieses Werk zog er nach zwei Aufführungen jedoch zurück. Tomasi wandte sich u. a. unter dem Eindruck der bekannt gewordenen Konzentrationslager und der Atombombenabwürfe von seinem Glauben an Gott ab. 1996 wurde das Requiem wiederentdeckt und auch auf CD eingespielt. 1946 übernahm Tomasi den Posten des Dirigenten an der Oper von Monte Carlo und wurde gefragter Gastdirigent in ganz Europa. 1948 entstand sein wohl heute bekanntestes Werk, das Trompetenkonzert. 1949 wurde sein Saxophonkonzert durch Marcel Mule uraufgeführt.
1952 musste Tomasi aufgrund eines Autounfalles seine Dirigiertätigkeit mehrere Monate unterbrechen. Ebenfalls 1952 wurde er von der Organisation SACEM mit dem Grand Prix de la Musique française ausgezeichnet. 1956 entstand das Klarinettenkonzert und das Posaunenkonzert. Im selben Jahr fand die szenische Uraufführung der Oper Don Juan de Manara in München statt, die konzertant schon Jahre zuvor in Paris gespielt und aufgezeichnet worden war. Daneben festigten L’Atlantide und die komische Oper Le Testament di Pere Gaucher seinen Ruf als Opernkomponist. 1957 beendete Tomasi wegen gesundheitlicher Probleme (u. a. einer Ertaubung des rechten Ohrs) seine Dirigiertätigkeit. 1966 hob Jean-Pierre Rampal als Solist das Flötenkonzert "Printemps" aus der Taufe. In Tomasis letzter Schaffensphase rückte die Kritik an politischen und sozialen Missständen in den Vordergrund, und es entstanden Werke wie die Symphonie du Tiers-Monde ("Dritte-Welt-Sinfonie")  und Chant pour le Vietnam. 1969 führte Tomasi eine Reihe autobiographischer Interviews mit seinem Sohn Claude, die auf Tonband aufgezeichnet wurden ("Autobiographie au magnétophone"). Während sich seine Gesundheit verschlechterte, begann er mit einer Opernfassung des Hamlet-Stoffes.
Im Januar 1971 verstarb Henri Tomasi in seinem Appartement im Pariser Stadtteil Montmartre und wurde im Familiengrab seiner Frau in Avignon beerdigt. Anlässlich des 100. Geburtstages von Tomasi wurden seine sterblichen Überreste in die Heimat seiner Vorfahren, nach Penta-di-Casinca auf Korsika, überführt.

## Werk
Als Komponist fühlte sich Tomasi stark vom Theater angezogen. So schrieb er zahlreiche Opern und Ballettmusiken. Im Bereich der Instrumentalmusik bevorzugte er Blasinstrumente und komponierte Solokonzerte für Flöte, Klarinette, Saxophon, Fagott, Trompete, Oboe, Horn und Posaune, außerdem für Violine und Bratsche. Weiterhin schrieb er Kammermusik und einige geistliche Werke.
Tomasis Musik zeigt neben dem Einfluss seiner französischen Zeitgenossen (Neoklassizismus) Anleihen höchst unterschiedlicher Musiktraditionen. Elemente der Volksmusik aus Korsika und der Provence treten neben exotische Klänge aus Kambodscha, Laos, der Sahara und Tahiti. Er griff aber auch auf die Musik des Mittelalters, speziell die Gregorianik zurück. Zuweilen bediente er sich einer persönlich geprägten Form der Zwölftontechnik. Tomasi selbst äußerte: "Obwohl ich der Verwendung der meisten modernen Ausdrucksformen nicht aus dem Weg gegangen bin, bin ich doch im Inneren stets Melodiker geblieben. Ich kann Systeme und Sektierertum nicht ausstehen. Ich schreibe für ein großes Publikum. Musik, die nicht von Herzen kommt, ist keine Musik."